# پوینت تورتون، استرالیای جنوبی
پوینت تورتون (به انگلیسی: Point Turton) یک منطقهٔ مسکونی در استرالیا است که در استرالیای جنوبی واقع شده‌است.